# Kiskunmajsa
Kiskunmajsa város Bács-Kiskun vármegyében, a Kiskunmajsai járás székhelye.

## Fekvése
A Duna–Tisza közi homokhátságon, a Dorozsma–Majsai-homokháton, Kiskunhalas és Kiskunfélegyháza között helyezkedik el, a Majsa-Fehértói Főcsatorna mellett.

### Megközelítése
A várost a hazai főutak mind elkerülik, csak mellékutakon érhető el a környező települések felől. A térség két nagyobb városa, Kiskunfélegyháza és Kiskunhalas irányából az azokat összekötő 5402-es úton érhető el, Bócsával és Szankkal az 5404-es, Soltvadkerttel és Szeged térségével az 5405-ös, Kistelekkel pedig az 5411-es út köti össze. Gárgyán nevű külterületi városrészével az 5409-es, Csengelével az 54 121-es számú mellékút köti össze; déli határszélét érinti még az 5408-as és az 5429-es út is.
Vonattal a MÁV 155-ös számú Kiskunhalas–Kiskunfélegyháza-vasútvonalán érhető el; a vasútnak két megállási pontja van a város területén: a városközpont északi részén Kiskunmajsa vasútállomás és a nyugati határszéle közelében Tajó megállóhely. A környező megállóhelyek, állomások: Kiskunfélegyháza felől Jászszentlászló vasútállomás, Kiskunhalas felől pedig Harkakötöny vasútállomás. Korábban érintette a várost a kecskeméti kisvasút hálózatához tartozó Kecskemét–Kiskunmajsa-vasútvonal is, de utóbbin a személyszállítás 2009. december 13-án, a 2009/2010. évi menetrendváltással megszűnt.

## Története
A település földjének és a mai népességének története 1743-tól fonódik egybe. Az ezt megelőző időben hunok, avarok, kunok szállásterülete volt ez a tájék. A törökök a 16. század elején fölégették Kiskunmajsa elődjét, a várostól délkeleti irányban fekvő Mayossaszállást, s a területet baromjárásként használva Szeged, Kunszentmiklós, Halas és Kecskemét városa bérelte. A török kiűzése után a bécsi udvar eladta a korábban nemesi előjogokat élvező Hármaskerületet (Jászság, Kiskunság, Nagykunság) a Német Lovagrendnek, s az új tulajdonos benépesítette az elnéptelenített pusztákat. A majsai népesség először a Kiskundorozsma melletti Üllés pusztára költözött - az újkori honfoglalók zömmel Jászfényszaruból érkeztek -, s a szabad földvásárlás reményében innen települtek át Kiskunmajsára 1743 nyarán. A rendi országgyűlés nyomására ugyanis az Udvar lehetővé tette a földek visszavásárlását, így az ideérkezők nem csak használati, de tulajdonjoggal is rendelkeztek, ami azt jelentette, hogy a jászok és a kunok utódai visszakapva előjogaikat, száz évvel a jobbágyfelszabadítás előtt maga ura gazdái lehettek, megszabadultak a feudális kötöttségektől. A kivételes szabadság virágzó, demokratikusan berendezkedett életet, a Habsburgok hosszú háborúi - az osztrák örökösödési és a napóleoni háborúk - gazdasági fellendülést jelentettek az itt megtelepült zömében jász, tehát erős katolikus hitben élő közösség számára. A dinamikus fejlődés eredményeképp Kiskunmajsa 1837-ben mezővárosi rangot és vásártartási jogot kapott V. Ferdinándtól. A 19. század végére az állattartásról földművelésre áttérő lakosság túlnépesedik, a föld eltartó ereje gyenge, ezen a homokos talajon szőlő- és gyümölcskultúra kialakítása sem segít. A két háború között elképesztő méreteket ölt a szegénység, sokan elvándorolnak, ez a folyamat az ötvenes években is tart, a forradalom és szabadságharc utáni téeszesítés elől menekülve három év alatt kétezren költöznek el Kiskunmajsáról. A község központjában épült fatornyos iskola közelében 1892-ben Csontos Károly és neje, Nemes Szabó Mária óvodát és városi római katolikus leányiskolát építtet a település központjában. Az intézményeket a Miasszonyunkról elnevezett szegény iskolanővérek működtették 1950-ig, az államosításig. Az iskola és óvoda 1991-ben indult újra, és a Szent Gellért Katolikus Általános Iskola 1997-ben költözött vissza régi helyére, az úgynevezett Zárda iskola épületébe. A város harmadik általános iskoláját a 20. század utolsó évtizedeiben építik fel, ezt az intézményt Széchenyi Istvánról nevezik el. A hatvanas években meginduló iparosítás, s a nyolcvanas évek elejétől szárba szökkenő gyógyturizmus megállítja az elvándorlási folyamatot, ma tizenkétezren lakják az időközben ismét városi rangot kiérdemlő Kiskunmajsát, egynegyeddel kevesebben, mint a második világháborút megelőzően. Jelentős látogatottságú termál strandja, helytörténeti gyűjteménye van a városnak, lakói azonban zömmel ma is állattartásból és földművelésből élnek. 1956-tól gimnázium is létesült Kiskunmajsán, s ez az oktatási intézmény nagyban hozzájárult ahhoz, hogy a városhoz kötődő értelmiség helyben kinevelődjék.

## Közélete

### Polgármesterei
- 1990–1994: Kiss Károly[6][7] (SZDSZ)
- 1994–1998: Kiss Károly (FKgP-MDF-KDNP)[8]
- 1998–2002: Kiss Károly (FKgP)[9]
- 2002–2006: Faludi Tamás (Együtt Kiskunmajsáért)[10]
- 2006–2010: Terbe Zoltán (Fidesz-MDF-Nemzeti Fórum-Fidelitas-KDNP)[11]
- 2010–2014: Faludi Tamás (EKE-KVSZ)[12]
- 2014–2019: Ábrahám-Fúrús András (EK)[13]
- 2019–2024: Patkós Zsolt (Fidesz-KDNP-Nemzeti Fórum-Élhető Kiskunmajsa Egyesület)[14]
- 2024– : Patkós Zsolt (Fidesz-KDNP-Nemzeti Fórum-Élhető Kiskunmajsa Egyesület)[1]

## Népesség
A település népességének változása:
| Lakosok száma | 11 498 | 11 505 | 10 968 | 10 898 | 10 984 | 11 675 | 11 127 |
|               | 2013   | 2014   | 2018   | 2021   | 2022   | 2023   | 2024   |

2001-ben a város lakosságának 93%-a magyar, 6%-a cigány és 1%-a egyéb nemzetiségűnek vallotta magát.
A 2011-es népszámlálás során a lakosok 91,7%-a magyarnak, 6,5% cigánynak, 1% németnek, 0,4% románnak mondta magát (7,4% nem nyilatkozott; a kettős identitások miatt a végösszeg nagyobb lehet 100%-nál). A vallási megoszlás a következő volt: római katolikus 67,8%, református 2,8%, evangélikus 0,4%, görögkatolikus 0,1%, felekezeten kívüli 9,1% (18,3% nem nyilatkozott).
2022-ben a lakosság 88%-a vallotta magát magyarnak, 6,3% cigánynak, 1,1% németnek, 0,3% románnak, 0,2% ukránnak, 0,1% bolgárnak, 0,1% szerbnek, 1,8% egyéb, nem hazai nemzetiségűnek (11,2% nem nyilatkozott; a kettős identitások miatt a végösszeg nagyobb lehet 100%-nál). Vallásuk szerint 42,5% volt római katolikus, 2,6% református, 0,3% evangélikus, 0,2% görög katolikus, 0,1% ortodox, 2,1% egyéb keresztény, 1,2% egyéb katolikus, 8,9% felekezeten kívüli (41,9% nem válaszolt).

## Nevezetességei

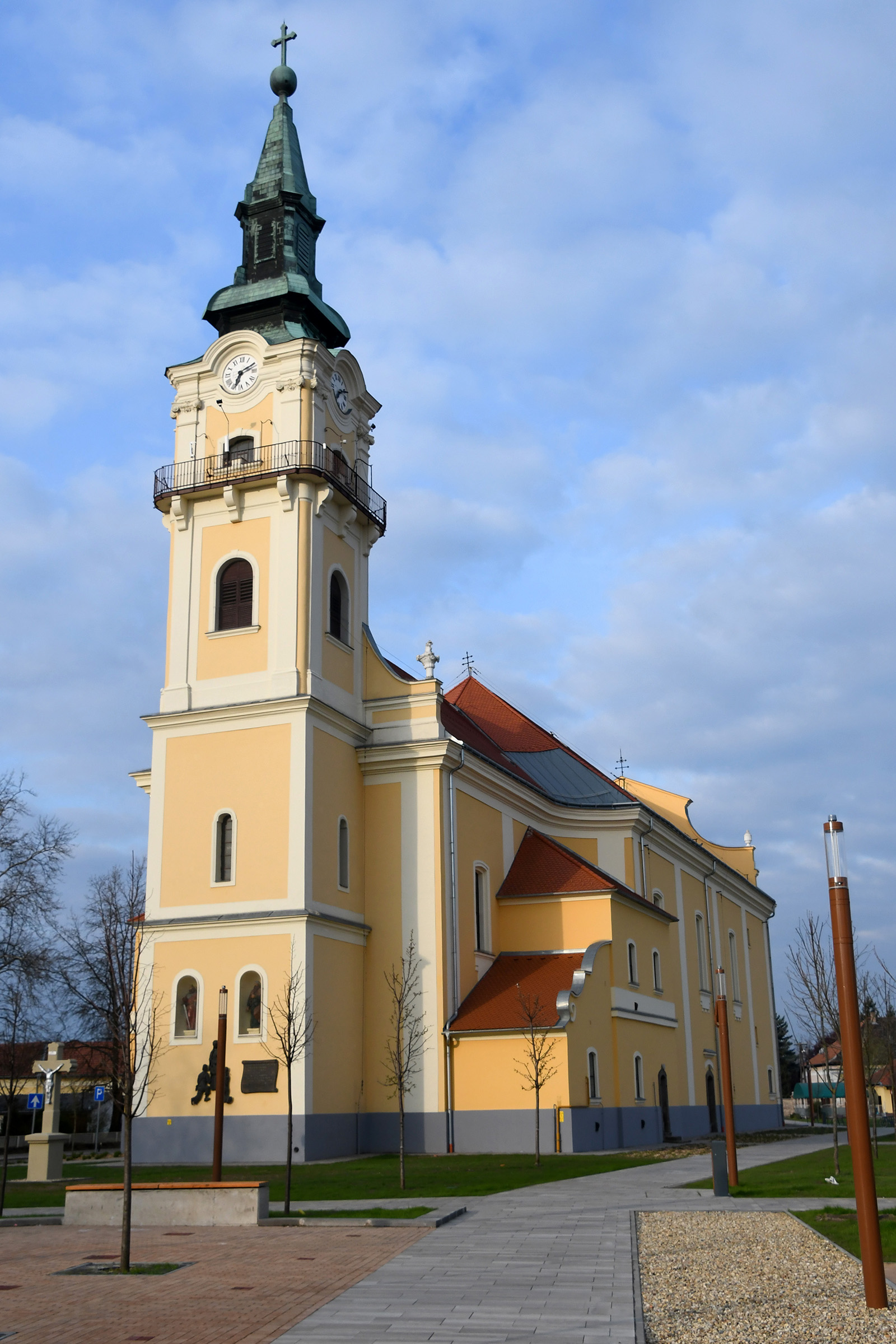
Római katolikus templom

- Római katolikus templom (barokk, 1744)
- Tájház
- Konecsni György Helytörténeti Gyűjtemény
- Kecskeméti Kisvasút
- '56-os Múzeum, '56-os kápolna és ifjúsági tábor
- Határában nyílik a tartós szegfű - rózsaszín virágú, nyúlánk vadvirág, igazi hungarikum
- Kiskunmajsai Gyógyfürdő- és Élményfürdő[18]
- köztéri alkotások

## Híres emberek
- Itt született 1864-ben Gerzsány Mária méregkeverő sorozatgyilkos
- Itt született 1908. január 23-án Konecsni György festő, grafikus, bélyegtervező
- Itt élt és alkotott (rokonoknál, tavasztól őszig) párizsi hazatérését követően, vagyis 1930-tól haláláig Járitz Józsa festőnő
- itt született Grezsa Ferenc irodalomtörténész, kritikus, szerkesztő
- Itt született 1925. február 12-én Paizs Éva festő
- Itt hunyt el Pongrátz Gergely, a Corvin köz parancsnoka 2005. május 18-án
- Itt született 1967. január 23-án Czinkóczi Zsuzsa színésznő
- Itt lakik Kozma Huba helytörténész, egykori MDF-es országgyűlési képviselő, nyugalmazott múzeumigazgató
- Itt született 1982. augusztus 29-én Marina Alekszandrova orosz színésznő(wd)
- Itt született 1982. október 31-én Kunhalmi Ágnes magyar politikus (MSZP)

## Testvérvárosai
- Topolya, Délvidék
- Gyergyószentmiklós, Székelyföld
- Lommatzsch, Németország
- Bad Schönborn, Németország
- Lubliniec, Lengyelország
- Ukmergė, Litvánia

## Képek

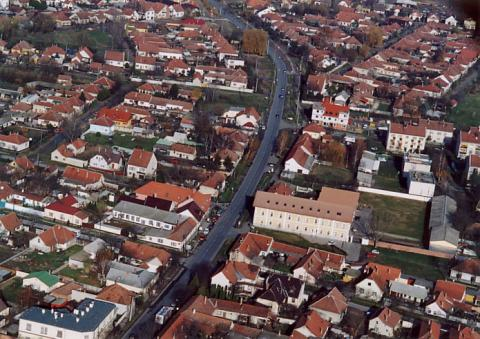
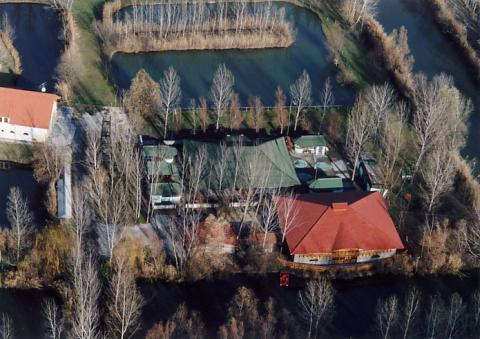
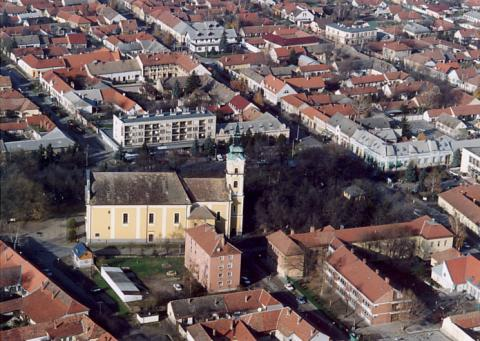
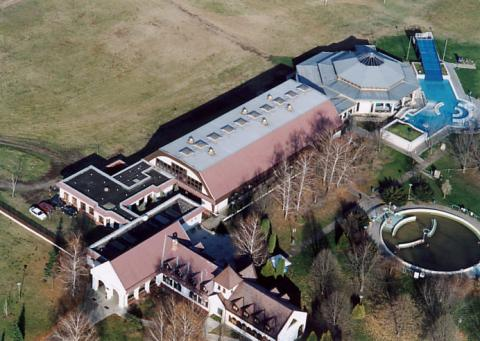
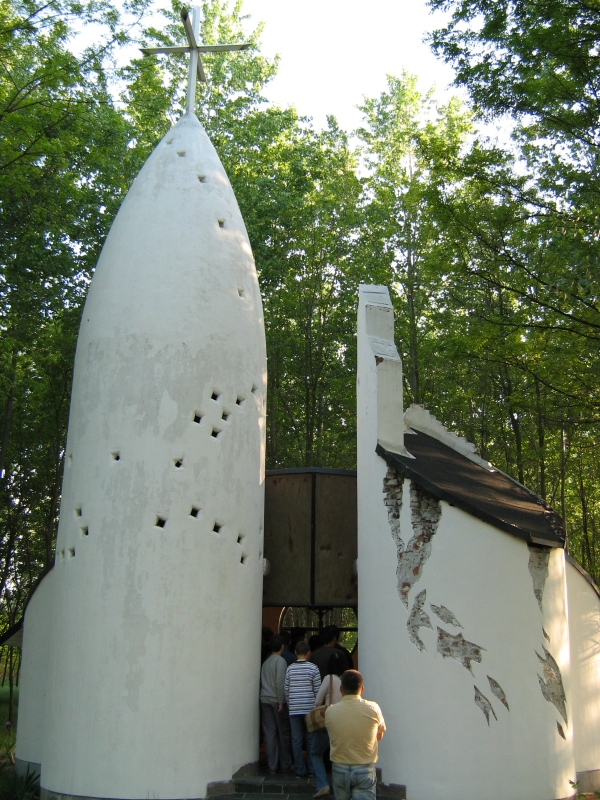
56-os kápolna
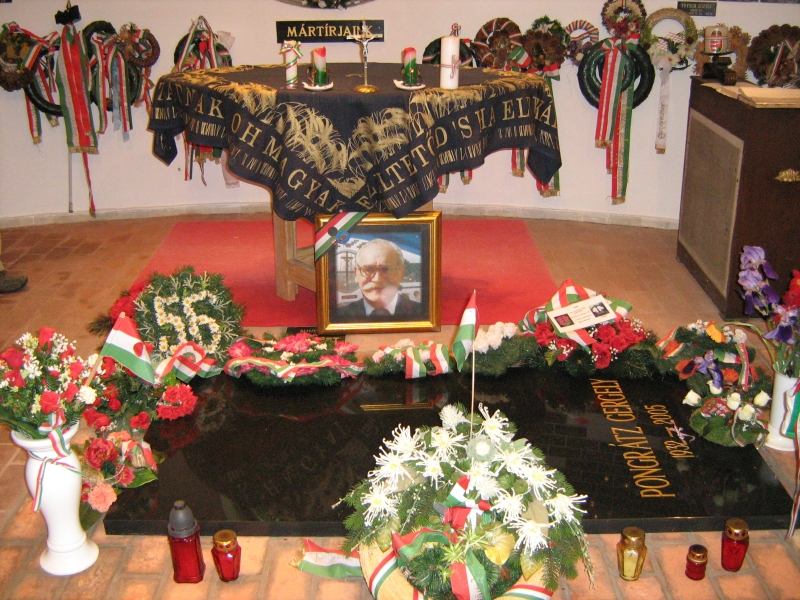
Az 56-os kápolna belseje Pongrátz Gergely sírjával
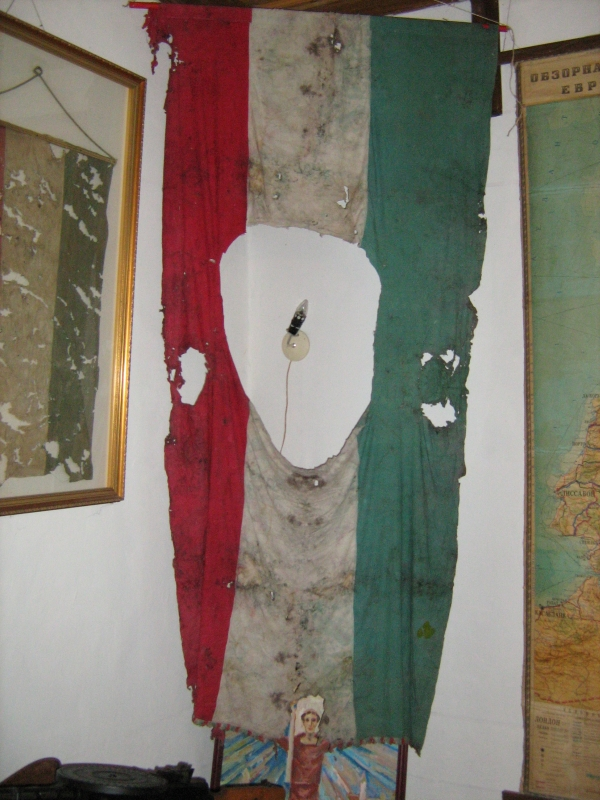
56-os múzeum (eredeti 1956-os zászló)